# Olympische Sommerspiele 1992/Teilnehmer (Frankreich)
| Gelbes Symbol für Goldmedaillen mit stilisierten Olympischen Ringen | Graues Symbol für Silbermedaillen mit stilisierten Olympischen Ringen | Braundes Symbol für Bronzemedaillen mit stilisierten Olympischen Ringen |
| ------------------------------------------------------------------- | --------------------------------------------------------------------- | ----------------------------------------------------------------------- |
| 8                                                                   | 5                                                                     | 16                                                                      |

Frankreich nahm an den Olympischen Sommerspielen 1992 in Barcelona, Spanien, mit einer Delegation von 339 Sportlern (241 Männer und 98 Damen) teil.
Fahnenträger bei der Eröffnungsfeier war der Fechter Jean-François Lamour.

## Medaillengewinner

### Gold
| Name(n)                     | Sportart       | Wettkampf                 |
| --------------------------- | -------------- | ------------------------- |
| Sébastien Flute             | Bogenschießen  | Herren, Einzel            |
| Philippe Omnès              | Fechten        | Herren, Florett, Einzel   |
| Éric Srecki                 | Fechten        | Herren, Degen, Einzel     |
| Catherine Fleury-Vachon     | Judo           | Damen, Halbmittelgewicht  |
| Cécile Nowak                | Judo           | Damen, Ultraleichtgewicht |
| Marie-José Perec            | Leichtathletik | Damen, Damen, 400 Meter   |
| Franck David                | Segeln         | Herren, Windsurfen        |
| Nicolas Hénard & Yves Loday | Segeln         | Tornado                   |

### Silber
| Name(n)                | Sportart    | Wettkampf                   |
| ---------------------- | ----------- | --------------------------- |
| Pascal Tayot           | Judo        | Herren, Mittelgewicht       |
| Sylvain Curinier       | Kanu        | Herren, Einer-Kajak, Slalom |
| Jeannie Longo-Ciprelli | Radsport    | Damen, Straßenrennen        |
| Franck Badiou          | Schießen    | Herren, Luftgewehr          |
| Jean-Philippe Gatien   | Tischtennis | Herren, Einzel              |

### Bronze
| Name(n) | Sportart  | Wettkampf                           |
| --- | --------- | ----------------------------------- |
| Jean-Philippe Daurelle, Franck Ducheix, Hervé Granger-Veyron, Pierre Guichot & Jean-François Lamour | Fechten   | Herren, Säbel, Mannschaft           |
| Jean-Michel Henry | Fechten   | Herren, Degen, Einzel               |
| Jean-François Lamour | Fechten   | Herren, Säbel, Einzel               |
| Philippe Debureau, Philippe Gardent, Denis Lathoud, Pascal Mahé, Philippe Médard, Gaël Monthurel, Laurent Munier, Frédéric Perez, Thierry Perreux, Alain Portes, Éric Quintin, Jackson Richardson, Stéphane Stoecklin, Jean-Luc Thiébaut, Denis Tristant & Frédéric Volle | Handball  | Herrenturnier                       |
| Bertrand Damaisin | Judo      | Herren, Halbmittelgewicht           |
| David Douillet | Judo      | Herren, Schwergewicht               |
| Nathalie Lupino | Judo      | Damen, Schwergewicht                |
| Laetitia Meignan | Judo      | Damen, Halbschwergewicht            |
| Franck Adisson & Wilfrid Forgues | Kanu      | Herren, Zweier-Canadier, Slalom     |
| Jacky Avril | Kanu      | Herren, Einer-Canadier, Slalom      |
| Olivier Boivin & Didier Hoyer | Kanu      | Herren, Zweier-Canadier, 1000 Meter |
| Hervé Boussard, Didier Faivre-Pierret, Philippe Gaumont & Jean-Louis Harel | Radsport  | Herren, Mannschaftszeitfahren       |
| Hubert Bourdy, Hervé Godignon, Éric Navet & Michel Robert | Reiten    | Springreiten, Mannschaft            |
| Stéphan Caron | Schwimmen | Herren, 100 Meter Freistil          |
| Franck Esposito | Schwimmen | Herren, 200 Meter Schmetterling     |
| Catherine Plewinski | Schwimmen | Damen, 100 Meter Schmetterling      |

## Teilnehmer nach Sportarten

### Badminton
- Virginie Delvingt
Damen, Einzel: 33. Platz
Damen, Doppel: 17. Platz

- Sandra Dimbour
Damen, Einzel: 33. Platz

- Christelle Mol
Damen, Einzel: 33. Platz
Damen, Doppel: 17. Platz

- Stéphane Renault
Herren, Einzel: 33. Platz

### Bogenschießen
- Séverine Bonal
Damen, Einzel: 9. Platz
Damen, Mannschaft: 4. Platz

- Bruno Felipe
Herren: Einzel: 21. Platz
Herren: Mannschaft: 4. Platz

- Sébastien Flute
Herren, Einzel: Gold 
Herren, Mannschaft: 4. Platz

- Christine Gabillard
Damen, Einzel: 41. Platz
Damen, Mannschaft: 4. Platz

- Nathalie Hibon
Damen, Einzel: 22. Platz
Damen, Mannschaft: 4. Platz

- Michaël Taupin
Herren, Einzel: 56. Platz
Herren, Mannschaft: 4. Platz

### Boxen
- Patrice Aouissi
Mittelschwergewicht: 9. Platz

- Saïd Bennajem
Weltergewicht: 17. Platz

- Djamel Lifa
Federgewicht: 9. Platz

- Julien Lorcy
Leichtgewicht: 5. Platz

- Philippe Wartelle
Bantamgewicht: 9. Platz

### Fechten
- Camille Couzi
Damen, Florett, Mannschaft: 5. Platz

- Jean-Philippe Daurelle
Herren, Säbel, Einzel: 9. Platz
Herren, Säbel, Mannschaft: Bronze

- Jean-François Di Martino
Herren, Degen, Mannschaft: 4. Platz

- Franck Ducheix
Herren, Säbel, Einzel: 18. Platz
Herren, Säbel, Mannschaft: Bronze

- Hervé Granger-Veyron
Herren, Säbel, Mannschaft: Bronze

- Patrick Groc
Herren, Florett, Einzel: 22. Platz
Herren, Florett, Mannschaft: 7. Platz

- Julie-Anne Gross
Damen, Florett, Mannschaft: 5. Platz

- Pierre Guichot
Herren, Säbel, Mannschaft: Bronze

- Youssef Hocine
Herren, Florett, Mannschaft: 7. Platz

- Jean-Michel Henry
Herren, Degen, Einzel: Bronze 
Herren, Degen, Mannschaft: 4. Platz

- Olivier Lambert
Herren, Florett, Mannschaft: 7. Platz

- Jean-François Lamour
Herren, Säbel, Einzel: Bronze 
Herren, Säbel, Mannschaft: Bronze

- Robert Leroux
Degen, Mannschaft: 4. Platz

- Olivier Lenglet
Herren, Degen, Einzel: 17. Platz
Herren, Degen, Mannschaft: 4. Platz

- Patrice Lhôtellier
Herren, Florett, Einzel: 7. Platz
Herren, Florett, Mannschaft: 7. Platz

- Gisèle Meygret
Damen, Florett, Einzel: 24. Platz
Damen, Florett, Mannschaft: 5. Platz

- Laurence Modaine-Cessac
Damen, Florett, Einzel: 4. Platz
Damen, Florett, Mannschaft: 5. Platz

- Philippe Omnès
Herren, Florett, Einzel: Gold 
Herren, Florett, Mannschaft: 7. Platz

- Isabelle Spennato
Damen, Florett, Einzel: 22. Platz
Damen, Florett, Mannschaft: 5. Platz

- Éric Srecki
Herren, Degen, Einzel: Gold 
Herren, Degen, Mannschaft: 4. Platz

### Gewichtheben
- Pascal Arnou
Herren, Bantamgewicht: DNF

- David Balp
Herren, Federgewicht: 17. Platz

- Laurent Fombertasse
Herren, Bantamgewicht: 4. Platz

- Cédric Plançon
Herren, Mittelschwergewicht: 9. Platz

- Stéphane Sageder
Herren, Mittelschwergewicht: 21. Platz

- Francis Tournefier
Herren, Schwergewicht I: 4. Platz

### Handball
- Herrenteam
Bronze

- Kader
Philippe Debureau
Philippe Gardent
Denis Lathoud
Pascal Mahé
Philippe Médard
Gaël Monthurel
Laurent Munier
Frédéric Perez
Thierry Perreux
Alain Portes
Éric Quintin
Jackson Richardson
Stéphane Stoecklin
Jean-Luc Thiébaut
Denis Tristant
Frédéric Volle

### Judo
- Catherine Arnaud
Damen, Leichtgewicht: 7. Platz

- Dominique Berna
Damen, Halbleichtgewicht: 16. Platz

- Benoît Campargue
Herren, Halbleichtgewicht: 24. Platz

- Bruno Carabetta
Herren, Leichtgewicht: 5. Platz

- Bertrand Damaisin
Herren, Halbmittelgewicht: Bronze

- David Douillet
Herren, Schwergewicht: Bronze

- Catherine Fleury-Vachon
Damen, Halbmittelgewicht: Gold

- Claire Lecat
Damen, Mittelgewicht: 5. Platz

- Nathalie Lupino
Damen, Schwergewicht: Bronze

- Laetitia Meignan
Damen, Halbschwergewicht: Bronze

- Cécile Nowak
Damen, Ultraleichtgewicht: Gold

- Philippe Pradayrol
Herren, Superleichtgewicht: 5. Platz

- Pascal Tayot
Herren, Mittelgewicht: Silber

- Stéphane Traineau
Herren, Halbschwergewicht: 17. Platz

### Kanu
- Franck Adisson / Wilfrid Forgues
Herren, Zweier-Canadier, Slalom: Bronze

- Marianne Agulhon
Damen, Einer-Kajak, Slalom: 5. Platz

- Philippe Aubertin / Olivier Lasak
Herren, Zweier-Kajak, 500 Meter: Halbfinale

- Jacky Avril
Herren, Einzel-Canadier, Slalom: Bronze

- Eric Biau / Bertrand Daille
Herren, Zweier-Canadier, Slalom: 11. Platz

- Philippe Boccara / Pascal Boucherit
Herren, Zweier-Kajak, 1000 Meter: Halbfinale

- Olivier Boivin / Didier Hoyer
Herren, Zweier-Canadier, 500 Meter: 6. Platz
Herren, Zweier-Canadier, 1000 Meter: Bronze

- Anne Boixel
Damen, Einer-Kajak, Slalom: 11. Platz

- Isabelle Boulogne / Bernadette Brégeon-Hettich / Françoise Lasak / Anne Michaut
Damen, Vierer-Kajak, 500 Meter: Halbfinale

- Bernadette Brégeon-Hettich
Damen, Zweier-Kajak, 500 Meter: Halbfinale

- Jean-François Briand / Patrick Lancereau / Pierre Lubac / Sébastien Mayer
Herren, Kajak-Vierer, 1000 Meter: Halbfinale

- Laurent Brissaud
Herren, Einer-Kajak, Slalom: 5. Platz

- Emmanuel Brugvin
Herren, Einer-Canadier, Slalom: 7. Platz

- Sylvain Curinier
Herren, Einer-Kajak, Slalom: Silber

- Vincent Fondeviole
Herren, Einer-Kajak, Slalom: 4. Platz

- Sabine Goetschy-Kleinheinz
Damen, Einer-Kajak, 500 Meter: 6. Platz
Damen, Zweier-Kajak, 500 Meter: Halbfinale

- Thierry Humeau
Herren, Einer-Canadier, Slalom: 18. Platz

- Myriam Fox-Jerusalmi
Damen, Einer-Kajak, Slalom: 21. Platz

- Emmanuel del Rey / Thierry Saïdi
Herren, Zweier-Canadier, Slalom: 8. Platz

- Pascal Sylvoz
Herren, Einer-Canadier, 500 Meter: 7. Platz
Herren, Einer-Canadier, 1000 Meter: 5. Platz

### Leichtathletik
- Laurence Bily
Damen, 100 Meter: Viertelfinale
Damen, 4 × 100 Meter: 4. Platz

- Alain Blondel
Herren, Zehnkampf: 15. Platz

- Thierry Brusseau
Herren, 3000 Meter Hindernis: Halbfinale

- Cécile Cinélu
Damen, 100 Meter Hürden: Halbfinale

- Pierre Camara
Herren, Dreisprung: 11. Platz

- Stéphane Caristan
Herren, 400 Meter Hürden: 7. Platz
Herren, 4 × 400 Meter: Vorläufe

- Dominique Chauvelier
Herren, Marathon: 31. Platz

- Philippe Collet
Herren, Stabhochsprung: 7. Platz

- Frédéric Cornette
Herren, 800 Meter: Vorläufe

- Elsa Devassoigne
Damen, 400 Meter: Halbfinale

- Stéphane Diagana
Herren, 400 Meter: 4. Platz
Herren, 4 × 400 Meter: Vorläufe

- Viviane Dorsile
Damen, 800 Meter: Vorläufe

- Marie-Pierre Duros
Damen, 1500 Meter: Halbfinale
Damen, 3000 Meter: DNF

- Philippe d’Encausse
Herren, Stabhochsprung: 14. Platz in der Qualifikation

- Christophe Épalle
Herren, Hammerwurf: 10. Platz

- Monique Éwanjé-Épée-Tourret
Damen, 100 Meter Hürden: Vorläufe

- Martial Fesselier
Herren, 50 Kilometer Gehen: 17. Platz

- Sandrine Fricot
Damen, Hochsprung: 21. Platz in der Qualifikation

- Jean Galfione
Herren, Stabhochsprung: Gold 13. Platz in der Qualifikation

- Patricia Girard-Léno
Damen, 100 Meter: Halbfinale
Damen, 4 × 100 Meter: 4. Platz

- Zhora Graziani-Koullou
Damen, 3000 Meter: Vorläufe

- Serge Hélan
Herren, Weitsprung: 31. Platz in der Qualifikation
Herren, Dreisprung: 20. Platz in der Qualifikation

- Valérie Jean-Charles
Damen, 200 Meter: Viertelfinale

- Frédéric Kuhn
Herren, Hammerwurf: 18. Platz in der Qualifikation

- Alain Lemercier
Herren, 50 Kilometer Gehen: 16. Platz

- Odile Lesage
Damen, Siebenkampf: 15. Platz

- Franck Lestage
Herren, Weitsprung: 21. Platz in der Qualifikation

- Joseph Mahmoud
Herren, 3000 Meter Hindernis: Halbfinale

- Bruno Marie-Rose
Herren, 4 × 100 Meter: Halbfinale

- Tony Martins-Bordelo
Herren: 10.000 Meter: 15. Platz

- Max Morinière
Herren, 100 Meter: Halbfinale
Herren, 4 × 100 Meter: Halbfinale

- William Motti
Herren, Zehnkampf: 7. Platz

- Rosario Murcia
Damen, 10.000 Meter: Vorläufe

- Maguy Nestoret
Herren, 200 Meter: Vorläufe

- Thierry Pantel
Herren, 10.000 Meter: Vorläufe

- Marie-José Pérec
Damen, 400 Meter: Gold 
Damen, 4 × 100 Meter: 4. Platz

- Dan Philibert
Herren, 110 Meter Hürden: Halbfinale

- Anne Piquereau
Damen, 100 Meter Hürden: Halbfinale

- René Piller
Herren, 50 Kilometer Gehen: 15. Platz

- Raphaël Piolanti
Herren, Hammerwurf: 16. Platz in der Qualifikation

- Christian Plaziat
Herren, Zehnkampf: DNF

- Gilles Quénéhervé
Herren, 200 Meter: Viertelfinale
Herren, 4 × 100 Meter: Halbfinale

- Yann Quentrec
Herren, 4 × 400 Meter: Vorläufe

- Jean-Louis Rapnouil
Herren, 4 × 400 Meter: Vorläufe

- Maria Rebelo-Lelut
Damen, Marathon: DNF

- Georges Sainte-Rose
Herren, Dreisprung: 19. Platz in der Qualifikation

- Daniel Sangouma
Herren, 100 Meter: Viertelfinale
Herren, 4 × 100 Meter: Halbfinale

- Annette Sergent-Palluy
Damen, 10.000 Meter: Vorläufe

- Odiah Sidibé
Damen, 100 Meter: Viertelfinale
Damen, 4 × 100 Meter: 4. Platz

- Luis Soares
Herren, Marathon: 45. Platz

- Nathalie Teppe
Damen, Siebenkampf: 23. Platz

- Sébastien Thibault
Herren, 110 Meter Hürden: Vorläufe

- Pascal Thiébaut
Herren, 5000 Meter: 13. Platz

- Philippe Tourret
Herren, 110 Meter Hürden: Viertelfinale

- Thierry Toutain
Herren, 20 Kilometer Gehen: disqualifiziert

- Jean-Charles Trouabal
Herren, 200 Meter: Vorläufe

- Pascal Zilliox
Herren, Marathon: 64. Platz

### Moderner Fünfkampf
- Joël Bouzou
Herren, Einzel: 17. Platz
Herren, Mannschaft: 7. Platz

- Sébastien Deleigne
Herren, Einzel: 11. Platz
Herren, Mannschaft: 7. Platz

- Christophe Ruer
Herren, Einzel: 41. Platz
Herren, Mannschaft: 7. Platz

### Radsport
- Félicia Ballanger
Damen, Sprint: 4. Platz

- Sylvain Bolay
Herren, Straßenrennen, Einzel: 7. Platz

- Hervé Boussard / Didier Faivre-Pierret / Philippe Gaumont / Jean-Louis Harel
Herren, 100 Kilometer Mannschaftszeitfahren: Bronze

- Marion Clignet
Damen, Straßenrennen, Einzel: 33. Platz

- Hervé Dagorné / Philippe Ermenault / Daniel Pandèle / Pascal Potié
Herren, 4000 Meter Mannschaftsverfolgung: 11. Platz

- Philippe Ermenault
Herren, 4000 Meter Einzelverfolgung: 5. Platz

- Pascal Hervé
Herren, Straßenrennen, Einzel: 48. Platz

- Frédéric Lancien
Herren, 1000 Meter Zeitfahren: 6. Platz

- Jeannie Longo-Ciprelli
Damen, Straßenrennen, Einzel: Silber 
Damen, 3000 Meter Einzelzeitfahren: 5. Platz

- Frédéric Magné
Herren, Sprint: in der Vorrunde ausgeschieden

- Emmanuel Magnien
Herren, Straßenrennen, Einzel: DNF

- Éric Magnin
Punkterennen: 6. Platz

- Catherine Marsal
Damen, Straßenrennen, Einzel: 21. Platz

### Reiten
- Jean-Jacques Boisson
Vielseitigkeit, Einzel: 4. Platz
Vielseitigkeit, Mannschaft: 14. Platz

- Michel Bouquet
Vielseitigkeit, Einzel: 28. Platz
Vielseitigkeit, Mannschaft: 14. Platz

- Hubert Bourdy
Springreiten, Einzel: in der Qualifikation ausgeschieden
Springreiten, Mannschaft: Bronze

- Serge Cornut
Dressur, Einzel: 37. Platz
Dressur, Mannschaft: 9. Platz

- Catherine Durand
Dressur, Einzel: 25. Platz
Dressur, Mannschaft: 9. Platz

- Marie-Christine Duroy
Vielseitigkeit, Einzel: 12. Platz
Vielseitigkeit, Mannschaft: 14. Platz

- Dominique d'Esmé
Dressur, Einzel: 19. Platz
Dressur, Mannschaft: 9. Platz

- Hervé Godignon
Springreiten, Einzel: 4. Platz
Springreiten, Mannschaft: Bronze

- Éric Navet
Springreiten, Einzel: 11. Platz
Springreiten, Mannschaft: Bronze

- Margit Otto-Crépin
Dressur, Einzel: 42. Platz
Dressur, Mannschaft: 9. Platz

- Michel Robert
Springreiten, Einzel: 14. Platz in der Qualifikation
Springreiten, Mannschaft: Bronze

- Didier Seguret
Vielseitigkeit, Einzel: DNF
Vielseitigkeit, Mannschaft: 14. Platz

### Rhythmische Sportgymnastik
- Céline Degrange
Einzel: 25. Platz

- Chrystelle-Arlette Sahuc
Einzel: 19. Platz

### Ringen
- Thierry Bourdin
Fliegengewicht, Freistil: in der Vorrunde ausgeschieden

- Alcide Legrand
Mittelgewicht, Freistil: in der Vorrunde ausgeschieden

- Henri Meiss
Mittelschwergewicht, griechisch-römisch: in der Vorrunde ausgeschieden

- Martial Mischler
Mittelgewicht, griechisch-römisch: in der Vorrunde ausgeschieden

- Patrice Mourier
Bantamgewicht, griechisch-römisch: in der Vorrunde ausgeschieden

- Yvon Riemer
Weltergewicht, griechisch-römisch: 5. Platz

- Serge Robert
Fliegengewicht, griechisch-römisch: in der Vorrunde ausgeschieden

- Gérard Sartoro
Leichtgewicht, Freistil: 9. Platz

- Ghani Yalouz
Leichtgewicht, griechisch-römisch: 5. Platz

### Rudern
- Michel Andrieux / Jean-Christophe Rolland
Herren, Zweier ohne Steuermann: 4. Platz

- Samuel Barathay / Fiorenzo Di Giovanni / Yves Lamarque / Fabrice LeClerc
Herren, Doppelvierer: 6. Platz

- Patrick Berthou / Emmanuel Bunoz / Laurent Lacasa
Herren, Zweier mit Steuermann: 6. Platz

- Hélène Cortin / Christine Dubosquelle-Jullien / Frédérique Heligon / Chantal Lafon
Damen, Vierer ohne Steuerfrau: 7. Platz

- Isabelle Danjou / Christine Gossé
Damen, Zweier ohne Steuerfrau: 4. Platz

- Bruno Dumay / Jean-Pierre Le Lain / Dominique Lecointe / Patrick Vibert-Vichet
Herren, Vierer ohne Steuermann: 12. Platz

- Daniel Fauché / Jean-Pierre Huguet-Balent / Philippe Lot / Yannick Schulte / Jean-Paul Vergne
Herren, Vierer mit Steuermann: 5. Platz

- Corinne Le Moal
Damen, Einer: 6. Platz

### Schießen
- Jean-Pierre Amat
Herren, Luftgewehr: 4. Platz
Herren, Kleinkaliber, Dreistellungskampf: 16. Platz
Herren, Kleinkaliber, liegend: 26. Platz

- Franck Badiou
Herren, Luftgewehr: Silber

- Muriel Bernard
Trap: 21. Platz

- Christine Bontemps
Damen, Luftgewehr: 17. Platz

- Michel Bury
Herren, Kleinkaliber, Dreistellungskampf: 21. Platz
Herren, Kleinkaliber, liegend: 5. Platz

- Philippe Cola
Herren, Luftpistole: 11. Platz
Herren, Freie Scheibenpistole: 25. Platz

- Claude Cuy y Mola
Skeet: 42. Platz

- Franck Dumoulin
Herren, Luftpistole: 22. Platz
Herren, Freie Scheibenpistole: 36. Platz

- Dominique Esnault
Herren, Kleinkaliber, Dreistellungskampf: 30. Platz

- Jean-Paul Gros
Trap: 16. Platz

- Isabelle Héberlé
Damen, Kleinkaliber, Dreistellungskampf: 32. Platz

- Christian Kezel
Herren, Schnellfeuerpistole: 16. Platz

- Evelyne Manchon
Damen, Luftgewehr: 24. Platz
Damen, Luftpistole: 9. Platz

- Annette Sattel
Damen, Luftgewehr: 34. Platz

- Corine Serra Tosio
Damen, Luftgewehr: 21. Platz
Damen, Luftpistole: 33. Platz

- Jean-Luc Tricoire
Herren, Laufende Scheibe: 24. Platz

- Stéphane Tyssier
Skeet: 33. Platz

### Schwimmen
- Julie Blaise
Damen, 50 Meter Freistil: 17. Platz
Damen, 4 × 100 Meter Freistil: 11. Platz
Damen, 4 × 100 Meter Lagen: 14. Platz

- Céline Bonnet
Damen, 100 Meter Rücken: 32. Platz
Damen, 200 Meter Lagen: 14. Platz
Damen, 400 Meter Lagen: 19. Platz
Damen, 4 × 100 Meter Lagen: 14. Platz

- Christophe Bordeau
Herren, 4 × 200 Meter Freistil: 10. Platz
Herren, 200 Meter Schmetterling: 25. Platz

- Christophe Bourdon
Herren, 100 Meter Brust: 31. Platz
Herren, 200 Meter Brust: 21. Platz

- Stéphan Caron
Herren, 50 Meter Freistil: 17. Platz
Herren, 100 Meter Freistil: Bronze 
Herren, 4 × 100 Meter Freistil: 17. Platz
Herren, 4 × 100 Meter Lagen: 4. Platz

- Jacqueline Delord
Damen, 100 Meter Schmetterling: 16. Platz
Damen, 4 × 100 Meter Lagen: 14. Platz

- Ludovic Dépickère
4 × 100 Meter Freistil: 4. Platz

- Franck Esposito
Herren, 100 Meter Schmetterling: 22. Platz
Herren, 200 Meter Schmetterling: Bronze 
Herren, 4 × 100 Meter Lagen: 5. Platz

- Yann de Fabrique
Herren, 400 Meter Freistil: 14. Platz
Herren, 4 × 200 Meter Freistil: 10. Platz

- Marie-Laure Giraudon
Damen, 4 × 100 Meter Freistil: 11. Platz

- Audrey Guérit
Damen, 100 Meter Brust: 30. Platz
Damen, 200 Meter Brust: 11. Platz
Damen, 4 × 100 Meter Lagen: 14. Platz

- Bruno Gutzeit
Herren, 4 × 100 Meter Freistil: 4. Platz
Herren, 100 Meter Schmetterling: 11. Platz
Herren, 4 × 100 Meter Lagen: 5. Platz

- David Holderbach
Herren, 100 Meter Rücken: 36, Platz
Herren, 200 Meter Rücken: 22. Platz

- Franck Horter
4 × 200 Meter Freistil: 10. Platz

- Véronique Jardin
Damen, 4 × 100 Meter Freistil: 11. Platz

- Cécile Jeanson
Damen, 200 Meter Schmetterling: 10. Platz

- Christophe Kalfayan
Herren, 50 Meter Freistil: 4. Platz
Herren, 100 Meter Freistil: 11. Platz
Herren, 4 × 100 Meter Freistil: 4. Platz
Herren, 4 × 100 Meter Lagen: 5. Platz

- Diane Lacombe
Damen, 100 Meter Rücken: 38. Platz

- Frédéric Lefèvre
Herren, 4 × 100 Meter Freistil: 4. Platz
Herren, 200 Meter Rücken: 12. Platz

- Christophe Marchand
Herren, 400 Meter Freistil: 13. Platz
Herren, 1500 Meter Freistil: 14. Platz

- Catherine Plewinski
Damen, 50 Meter Freistil: 4. Platz
Damen, 100 Meter Freistil: 5. Platz
Damen, 200 Meter Freistil: 4. Platz
Damen, 100 Meter Schmetterling: Bronze

- Lionel Poirot
Herren, 4 × 200 Meter Freistil: 10. Platz

- Julia Reggiani
Damen, 4 × 100 Meter Freistil: 11. Platz

- Franck Schott
Herren, 4 × 100 Meter Freistil: 4. Platz
Herren, 100 Meter Rücken: 6. Platz
Herren, 4 × 100 Meter Lagen: 5. Platz

- Stéphane Vossart
Herren, 100 Meter Brust: 10. Platz
Herren, 200 Meter Brust: 10. Platz
Herren, 4 × 100 Meter Lagen: 5. Platz

### Segeln
- Yannick Adde / Patrick Haegeli
Star: 18. Platz

- Odile Barre / Florence Lebrun
Damen, 470er: 6. Platz

- Thierry Berger / Vincent Berger
Flying Dutchman: 10. Platz

- Marc Bouet / Fabrice Levet / Alain Pointet
Soling: 15. Platz

- Annabel Chaulvin
Damen, Europe: 13. Platz

- Franck David
Windsurfen: Gold

- Dimitri Deruelle / Maxime Paul
Herren, 470er: 25. Platz

- Nicolas Hénard / Yves Loday
Tornado: Gold

- Maud Herbert
Damen, Windsurfen: 4. Platz

- Xavier Rohart
Herren, Finn Dinghy: 7. Platz

### Synchronschwimmen
- Marianne Aeschbacher
Damen, Einzel: Qualifikationsrunde
Damen, Duett: 5. Runde

- Anne Capron
Damen, Einzel: 5. Platz
Damen, Duett: 5. Runde

- Karine Schuler
Damen, Einzel: Qualifikationsrunde

### Tennis
- Isabelle Demongeot
Damen, Doppel: 5. Platz

- Guy Forget
Herren, Einzel: 17. Platz
Herren, Doppel: 9. Platz

- Julie Halard-Decugis
Damen, Einzel: 17. Platz

- Henri Leconte
Herren, Einzel: 17. Platz
Herren, Doppel: 9. Platz

- Mary Pierce
Damen, Einzel: 17. Platz

- Fabrice Santoro
Herren, Einzel: 5. Platz

- Nathalie Tauziat
Damen, Einzel: 17. Platz
Damen, Doppel: 5. Platz

### Tischtennis
- Nicolas Chatelain
Einzel: 33. Platz
Doppel: 17. Platz

- Patrick Chila
Doppel: 17. Platz

- Jean-Philippe Gatien
Herren, Einzel: Silber 
Herren, Doppel: 5. Platz

- Damien Éloi
Doppel: 5. Platz

- Xiao-Ming Wang-Dréchou
Damen, Einzel: 17. Platz
Damen, Doppel: 9. Platz

- Emmanuelle Coubat
Damen, Doppel: 9. Platz

### Turnen
- Patrice Casimir
Herren, Einzelmehrkampf: 31. Platz
Herren, Barren: 29. Platz in der Qualifikation
Herren, Boden: 61. Platz in der Qualifikation
Herren, Pferdsprung: 42. Platz in der Qualifikation
Herren, Reck: 43. Platz in der Qualifikation
Herren, Ringe: 60. Platz in der Qualifikation
Herren, Seitpferd: 38. Platz in der Qualifikation

- Sébastien Darrigade
Herren, Einzelmehrkampf: 32. Platz
Herren, Barren: 46. Platz in der Qualifikation
Herren, Boden: 56. Platz in der Qualifikation
Herren, Pferdsprung: 42. Platz in der Qualifikation
Herren, Reck: 31. Platz in der Qualifikation
Herren, Ringe: 47. Platz in der Qualifikation
Herren, Seitpferd: 74. Platz in der Qualifikation

- Fabrice Guelzec
Herren, Einzelmehrkampf: 63. Platz in der Qualifikation
Herren, Barren: 50. Platz in der Qualifikation
Herren, Boden: 27. Platz in der Qualifikation
Herren, Pferdsprung: 55. Platz in der Qualifikation
Herren, Reck: 23. Platz in der Qualifikation
Herren, Ringe: 56. Platz in der Qualifikation
Herren, Seitpferd: 36. Platz in der Qualifikation

- Karine Boucher
Damen, Einzelmehrkampf: 63. Platz in der Qualifikation
Damen, Mannschaftsmehrkampf: 8. Platz
Damen, Boden: 54. Platz in der Qualifikation
Damen, Pferdsprung: 41. Platz in der Qualifikation
Damen, Schwebebalken: 46. Platz in der Qualifikation
Damen, Stufenbarren: 85. Platz in der Qualifikation

- Karine Charlier
Damen, Einzelmehrkampf: 71. Platz in der Qualifikation
Damen, Mannschaftsmehrkampf: 8. Platz
Damen, Boden: 67. Platz in der Qualifikation
Damen, Pferdsprung: 77. Platz in der Qualifikation
Damen, Schwebebalken: 68. Platz in der Qualifikation
Damen, Stufenbarren: 75. Platz in der Qualifikation

- Marie-Angéline Colson
Damen, Einzelmehrkampf: 35. Platz
Damen, Mannschaftsmehrkampf: 8. Platz
Damen, Boden: 36. Platz in der Qualifikation
Damen, Pferdsprung: 24. Platz in der Qualifikation
Damen, Schwebebalken: 49. Platz in der Qualifikation
Damen, Stufenbarren: 48. Platz in der Qualifikation

- Virginie Machado
Damen, Einzelmehrkampf: 26. Platz
Damen, Mannschaftsmehrkampf: 8. Platz
Damen, Boden: 46. Platz in der Qualifikation
Damen, Pferdsprung: 61. Platz in der Qualifikation
Damen, Schwebebalken: 42. Platz in der Qualifikation
Damen, Stufenbarren: 39. Platz in der Qualifikation

- Chloé Maigre
Damen, Einzelmehrkampf: 32. Platz
Damen, Mannschaftsmehrkampf: 8. Platz
Damen, Boden: 47. Platz in der Qualifikation
Damen, Pferdsprung: 67. Platz in der Qualifikation
Damen, Schwebebalken: 59. Platz in der Qualifikation
Damen, Stufenbarren: 28. Platz in der Qualifikation

- Jenny Rolland
Damen, Einzelmehrkampf: 84. Platz in der Qualifikation
Damen, Mannschaftsmehrkampf: 8. Platz
Damen, Boden: 70. Platz in der Qualifikation
Damen, Pferdsprung: 83. Platz in der Qualifikation
Damen, Schwebebalken: 80. Platz in der Qualifikation
Damen, Stufenbarren: 83. Platz in der Qualifikation

### Volleyball
- Herrenteam
11. Platz

- Kader
Rivomanantsoa Andriamaonju
Éric Bouvier
Laurent Chambertin
Arnaud Josserand
Olivier Lecat
Luc Marquet
Christophe Meneau
David Romann
Olivier Rossard
Philippe-Marie Salvan
Laurent Tillie
Éric Wolfer

### Wasserball
- Herrenteam
11. Platz

- Kader
Thierry Alimondo
François Besson
Émmanuel Charlot
Vincent de Nardi
Émmanuel Ducher
Pierre Garsau
Christophe Gautier
Christian Grimaldi
Nicolas Jeleff
Pascal Loustenau
Gilles Madelenat
Jean-Marie Olivon
Patrice Tillie

### Wasserspringen
- Philippe Duvernay
Herren, Kunstspringen: 29. Platz

- Frédéric Pierre
Herren, Turmspringen: 19. Platz